# 王理瑱

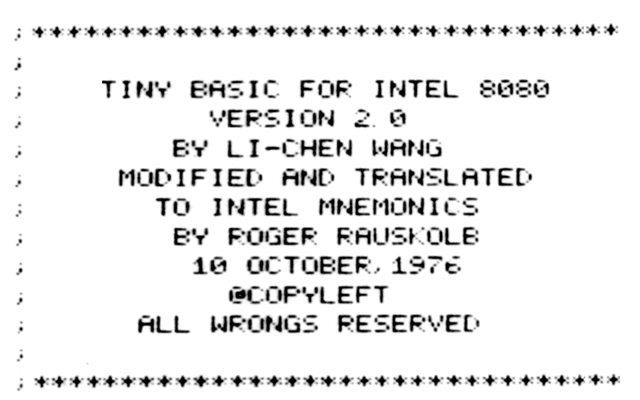
Copyleft的使用，1976年发布

王理瑱 （1935年—2022年）是一位美国华人计算机工程师。他曾經為安装有Intel 8080处理器的微型计算机提供了Palo Alto Tiny BASIC。

## 生平
1959年毕业于国立台湾大学物理系，1961年拿到国立清华大学物理系硕士学位，之后留学美国，拿到马里兰大学物理博士学位。毕业后在史丹佛直线加速器中心（现SLAC国家加速器实验室）工作，业余时间喜爱玩弄微处理机，诸如Intel 4004，Intel 4040，Intel 8080，Z80，6052等。他还是计算机爱好者团体家酿计算机俱乐部的成员之一，在早期的微型计算机软件方面作出贡献。
曾经开发可以控制机器人的编程语言WSFN，1977年9月发表在学术期刊《Dr. Dobb's Journal》上。
2001年再次被选为红外数据协会技术与测试委员会会长，2004年被选为ACTiSYS公司的首席技术官，负责移动设备产品开发。